# TSV Schott Mainz
Der Turn- und Sportverein Schott Mainz e. V., kurz TSV Schott Mainz, ist ein Breitensportverein aus der rheinland-pfälzischen Landeshauptstadt Mainz. Der am 11. Juni 1953 gegründete Sportverein hat (Stand: September 2024) rund 3700 Mitglieder und bietet über 30 Sportarten in 14 Abteilungen an.
Ein Arbeitsschwerpunkt des Vereins liegt in der sportlichen Ausbildung und Entwicklung seiner fast 2000 Kinder und Jugendlichen. Finanziell, personell und organisatorisch unterstützt von der Schott AG, einem der weltgrößten Produzenten von technischen Gläsern und Glasartikeln, verfügt der Club mit dem Otto-Schott-Sportzentrum über eine ausgedehnte und moderne Sportstätte mit mehreren Sportplätzen und Hallen.
Im Spitzensport ist insbesondere die Schachabteilung des TSV erfolgreich. So gehörten im Mannschaftsschach sowohl die Damen als auch die Herren zu den Gründungsmitgliedern der jeweiligen Schachbundesliga. Die erste Fußballmännermannschaft spielte in der Saison 2023/24 für eine Spielzeit in der viertklassigen Regionalliga Südwest, stieg jedoch am Ende der Saison wieder ab. Die erste Fußballmannschaft der Frauen spielte von 2015 bis 2018 in der 2. Bundesliga Süd.

## Sportarten

### Schach

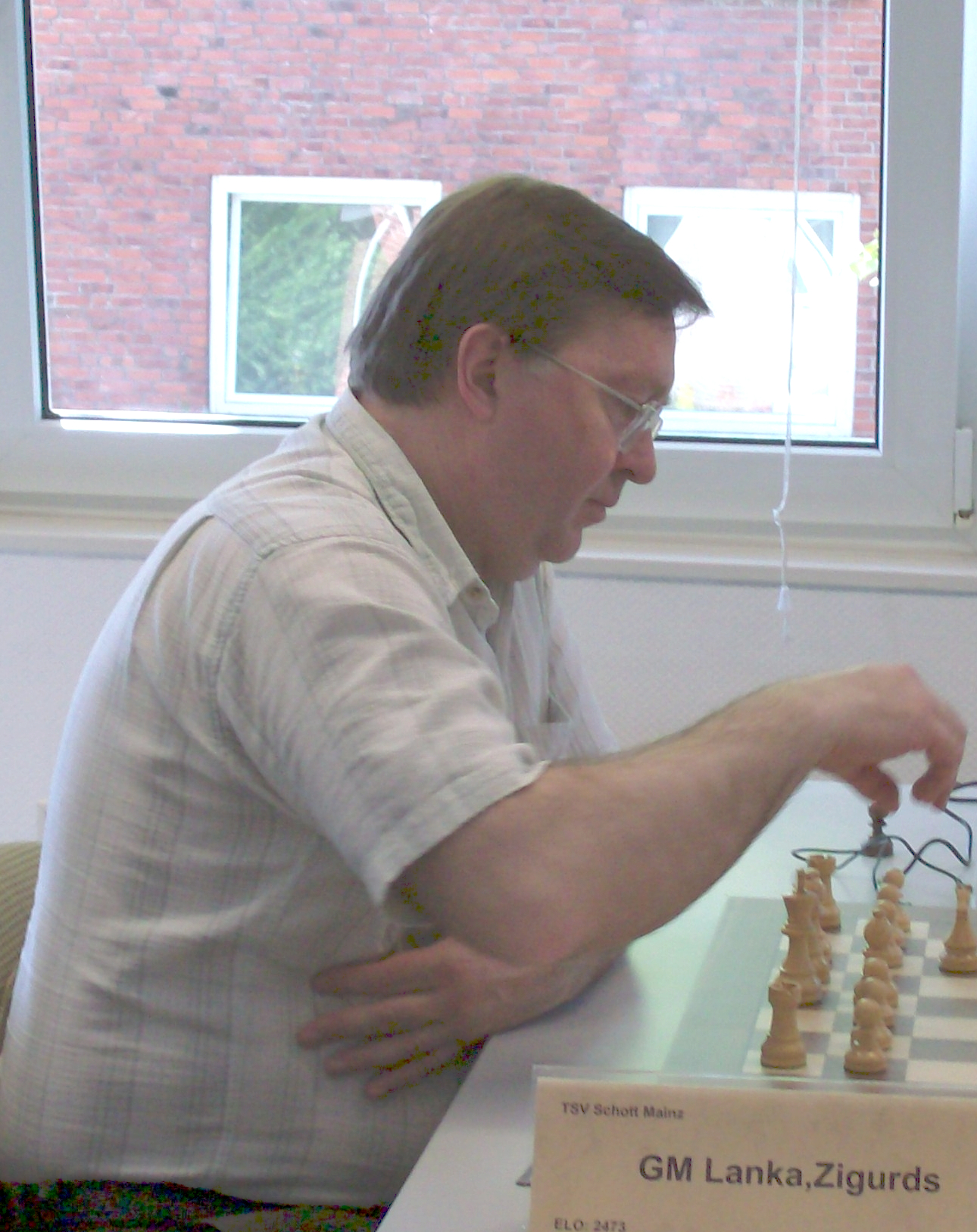
Zigurds Lanka, hier 2008, spielte für Mainz

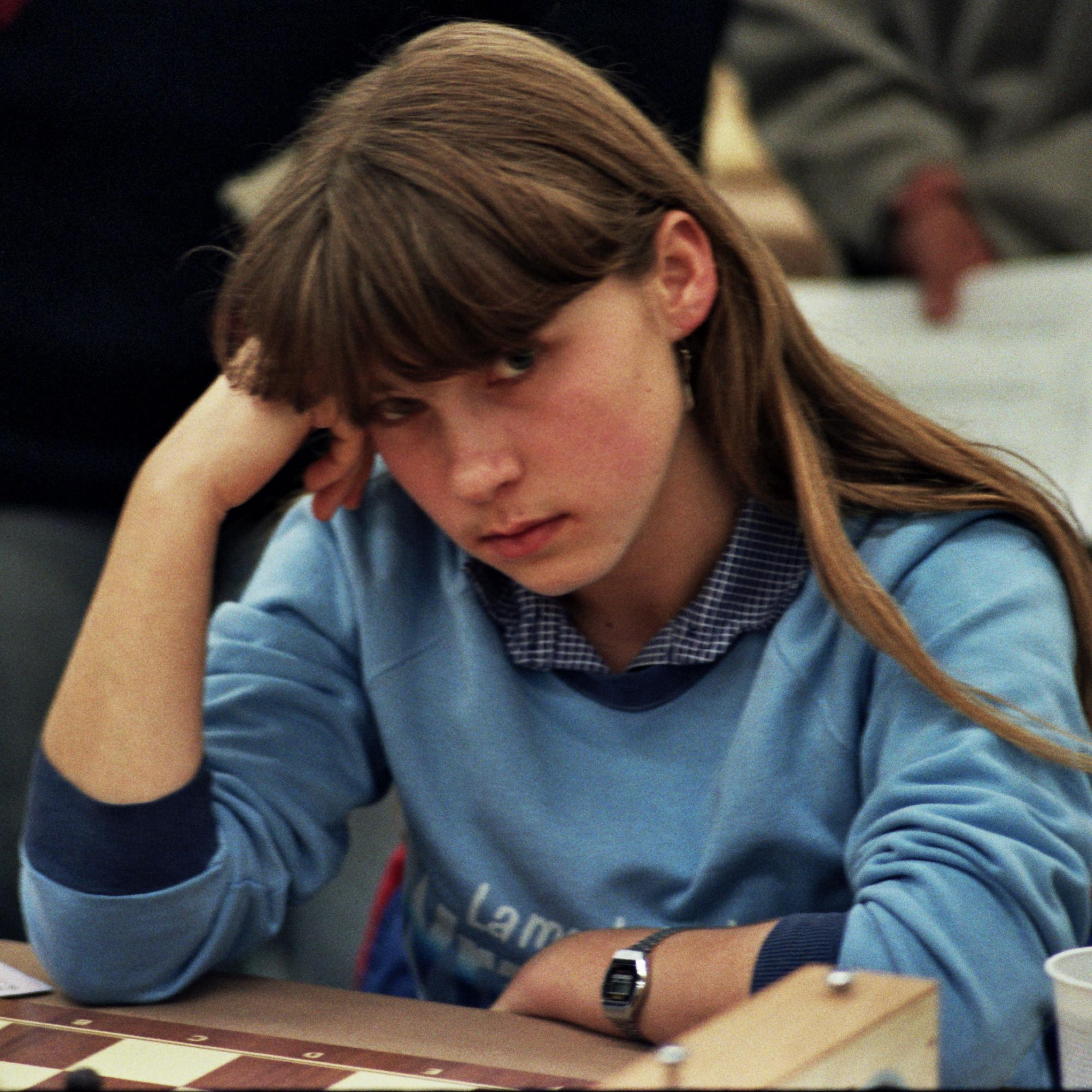
Ildikó Mádl, hier 1984 bei der Schacholympiade in Thessaloniki, verstärkte in den 1990er-Jahren die Damen-Mannschaft des TSV

Im Juli 2009 gewann der für Schott Mainz spielende lettische Großmeister Zigurds Lanka mit 6,5 Punkten aus 7 Runden die Einzelmeisterschaft des Schachbundes Rheinland-Pfalz. An der Meisterschaft, die erstmals als Offenes Turnier nach Schweizer System ausgetragen wurde, nahmen 147 Spieler teil.

#### Bundesliga Herren
Die Herren-Mannschaft stieg 1975 in die zu dieser Zeit noch viergleisige Schachbundesliga auf und belegte in der Saison 1975/76 in der Gruppe West den 4. Platz. Die beiden folgenden Spieljahre beendete der TSV auf dem 6. Platz. In der Saison 1978/79 wechselte das Team in die Bundesliga-Gruppe Südwest. Nach einem 5. Platz erreichte sie 1979/80 mit dem 2. Platz ihre beste Bundesliga-Platzierung überhaupt. Mit diesem Erfolg war sie als einer der vier Vertreter der Gruppe Südwest für die 1980 neu gebildete eingleisige Schachbundesliga qualifiziert. Allerdings landete das Team in der Saison 1980/81 auf dem 15. und vorletzten Platz und musste die neue Bundesliga gleich wieder verlassen.
Nach fast 20 Jahren in der viergleisigen 2. Bundesliga spielte sie 2000/01 noch einmal erstklassig, stieg aber – wie die übrigen drei Neulinge auch – sofort wieder in die 2. Liga Süd ab. In dieser bisher letzten Bundesligasaison saß für Mainz der Internationale Meister Jakob Balcerak mit einer Elo-Zahl von 2413 am ersten Brett. Trotz höherer Elo-Zahlen (2524 und 2538) spielten der Großmeister Anthony Kosten und Slavko Cicak (IM, inzwischen GM) nur an Brett zwei und drei. Im 14-köpfigen Mannschaftskader setzte der TSV in seinem bislang letzten Bundesligajahr lediglich zwei ausländische Spieler ein, während der Deutsche Meister 2000/01, der Lübecker Schachverein von 1873, gleich zwölf ausländische Spitzenspieler aufbot. Zu den weiteren Meisterspielern, die für Mainz im Bundesliga-Einsatz waren, zählen Slavko Cicak (GM) und Florian Grafl (IM). In der Ewigen Tabelle der Schachbundesliga belegen die Herren mit Stand Abschluss der Saison 2011/12 den 59. Rang.

#### Bundesliga Damen
Die Damen-Mannschaft qualifizierte sich 1991 als Vertreter der Landesverbände Baden und Rheinland-Pfalz für die neu gebildete eingleisige Schachbundesliga. Nach mehreren Ab- und Aufstiegen war sie in der ersten Liga in den Spielzeiten 1991/92, 1992/93, 2007/08, 2010/11 und 2011/12 vertreten.
Zwar landete das Team 2010/2011 ebenso wie der SC Leipzig-Gohlis und der SAV Torgelow auf einem Abstiegsplatz; da jedoch der SK Großlehna nach der Saison seine Mannschaft aus der Bundesliga zurückzog, blieb Mainz erstklassig.
Ein Jahr später konnte Schott Mainz den Abstieg nicht mehr verhindern, obwohl im 14-köpfigen Mannschaftskader der Saison 2011/12 mit den beiden Polinnen Joanna Worek und Hanna Leks zwei Internationale Meister der Frauen (WIM) an Brett eins und zwei gemeldet waren. In den 1990er-Jahren verstärkte die Großmeisterin (WGM) Ildikó Mádl (WGM) die Damen-Mannschaft des TSV, in der Saison 1999/00 zählte Nikoletta Lakos (WGM) zum Kader der 2. Bundesliga.

### Fußball

#### Männer
Die erste Fußballmannschaft der Männer spielte jahrzehntelang lediglich auf lokaler Ebene. Zwischen 1962 und 1969 war die Mannschaft in der 2. Amateurliga Rheinhessen aktiv. Ende der 2000er Jahre erlebte die Abteilung einen sportlichen Aufschwung. Im Jahre 2008 gelang der Aufstieg in die Bezirksklasse. Unter dem Trainer Bert Balte schaffte der TSV Schott drei Aufstiege in Folge, welche die Mannschaft in die Verbandsliga Südwest brachte. Ergänzt wurde die Mannschaft unter anderem durch Nils Döring, einen ehemaligen Zweitbundesligaspieler, der seine fußballerische Laufbahn eigentlich beenden wollte, nachdem er beim SV Wehen Wiesbaden keinen neuen Vertrag erhalten hatte.
Zur Saison 2013/14 übernahm Ali Cakici von Christian Hock den Trainerposten, und mit Preston Zimmerman, Martin Willmann und Markus Kreuz verstärkten weitere ehemalige Profis die Mannschaft. Drei Spieltage vor Saisonende stand der Aufstieg in die Oberliga Rheinland-Pfalz/Saar rechnerisch fest. Zwei Jahre später erreichten die Mainzer erstmals das Endspiel im Südwestpokal. Das Endspiel verlor die Mannschaft auf neutralem Platz in Römerberg gegen den SC Hauenstein mit 1:2 nach Verlängerung. Zur Saison 2016/17 übernahm Sascha Meeth den Trainerposten. Der TSV sicherte sich am 33. Spieltag den Meistertitel der Oberliga Rheinland-Pfalz/Saar und damit den Aufstieg in die Regionalliga Südwest. Janek Ripplinger wurde mit 37 Toren Torschützenkönig der Oberliga. In der Folgesaison stieg Schott direkt wieder in die Oberliga ab, kehrte 2020 zurück in die Regionalliga und stieg nach der Saison 2021/22 schließlich erneut in die Oberliga ab. Die Mannschaft gewann aber den Südwestpokal 2022 und qualifizierte sich erstmals für die Teilnahme am DFB-Pokalwettbewerb. Dort unterlag man in der ersten Runde dem Zweitligisten Hannover 96 mit 0:3. Mit dem Gewinn des Südwestpokals beendete Sascha Meeth nach 6 Jahren seine Trainertätigkeit bei den Mainzern und wurde ein Jahr später Sportlicher Leiter des Vereins.
Zur Saison 2023/24 stieg das Team erneut in die Regionalliga auf. Zudem verteidigte der TSV durch den Finalsieg über Wormatia Worms den Südwestpokal und nahm dadurch in der Saison 2023/24 erneut am DFB-Pokal teil.
| Saison  | Liga                           | Level | Platz | Tore   | Punkte |
| ------- | ------------------------------ | ----- | ----- | ------ | ------ |
| 2002/03 | Kreisklasse Mainz/Bingen-Ost 1 | X     | 2.    | 96:35  | 63     |
| 2003/04 | Kreisklasse Mainz/Bingen-Ost 1 | X     | 1.    | 112:19 | 69     |
| 2004/05 | Kreisliga Mainz/Bingen-West    | IX    | 4.    | 53:48  | 52     |
| 2005/06 | Kreisliga Mainz/Bingen-West    | IX    | 3.    | 98:35  | 65     |
| 2006/07 | Kreisliga Mainz/Bingen-West    | IX    | 3.    | 81:27  | 71     |
| 2007/08 | Kreisliga Mainz/Bingen-West    | IX    | 1.    | 107:23 | 80     |
| 2008/09 | Bezirksklasse Rheinhessen-Nord | IX    | 1.    | 115:21 | 80     |
| 2009/10 | Bezirksliga Rheinhessen        | VIII  | 1.    | 111:20 | 77     |
| 2010/11 | Landesliga Südwest-Ost         | VII   | 1.    | 77:31  | 64     |
| 2011/12 | Verbandsliga Südwest           | VI    | 7.    | 56:43  | 47     |
| 2012/13 | Verbandsliga Südwest           | VI    | 2.    | 82:30  | 71     |
| 2013/14 | Verbandsliga Südwest           | VI    | 1.    | 97:21  | 81     |
| 2014/15 | Oberliga Rheinland-Pfalz/Saar  | V     | 6.    | 70:59  | 55     |
| 2015/16 | Oberliga Rheinland-Pfalz/Saar  | V     | 13.   | 65:64  | 39     |
| 2016/17 | Oberliga Rheinland-Pfalz/Saar  | V     | 1.    | 110:41 | 74     |
| 2017/18 | Regionalliga Südwest           | IV    | 18.   | 44:76  | 32     |
| 2018/19 | Oberliga Rheinland-Pfalz/Saar  | V     | 7.    | 76:55  | 57     |
| 2019/20 | Oberliga Rheinland-Pfalz/Saar  | V     | 1.    | 49:20  | 42     |
| 2020/21 | Regionalliga Südwest           | IV    | 20.   | 55:104 | 38     |
| 2021/22 | Regionalliga Südwest           | IV    | 17.   | 36:58  | 33     |
| 2022/23 | Oberliga Rheinland-Pfalz/Saar  | V     | 1.    | 90:28  | 70     |
| 2023/24 | Regionalliga Südwest           | IV    | 16.   | 51:78  | 31     |
| 2024/25 | Oberliga Rheinland-Pfalz/Saar  | V     | 1.    | 117:24 | 91     |

#### Frauen
Ab 2009 bestand eine Frauenfußballabteilung beim TSV Schott. Die erste Mannschaft begann in der Bezirksliga Rheinhessen und stieg 2012 mit einer Tordifferenz von 247:1 in die Verbandsliga Südwest auf. Dabei gewann die Mannschaft alle 22 Saisonspiele. 2012 gewann das Team auch erstmals den Südwestpokal und qualifizierte sich dadurch für den DFB-Pokal. Hier schied man in der ersten Pokalrunde gegen Bayer 04 Leverkusen mit 2:7 aus, nachdem man zur Halbzeit noch 2:1 geführt hatte. Ein Jahr später gelang der Durchmarsch in die drittklassige Regionalliga Südwest. Im Jahre 2013 gewann die Mannschaft auch den Südwestpokal durch einen 5:0-Finalsieg über den SC Kirn-Sulzbach und qualifizierte sich damit für den DFB-Pokal, in dem die Mannschaft in der ersten Runde dem Zweitligisten TSV Crailsheim mit 2:4 unterlag.
Auch in der Regionalligasaison 2013/14 gewann die Mannschaft alle Saisonspiele und war sportlich in die Zweite Bundesliga aufgestiegen. Der Verein hatte es allerdings versäumt, den Lizenzantrag für die Zweite Bundesliga fristgerecht beim DFB einzureichen. Dadurch stieg der Vizemeister 1. FFC Montabaur auf. Im DFB-Pokal 2014/15 schlugen die Schott-Frauen in der ersten Runde den Bundesligaabsteiger VfL Sindelfingen mit 7:1. In der zweiten Runde schieden sie allerdings nach einem 1:9 gegen den FC Bayern München aus. In der Regionalligasaison 2014/15 blieben die Mainzerinnen erneut ohne Punktverlust und stiegen in die Zweite Bundesliga auf. Dort wurde die Mannschaft in der Saison 2015/16 Fünfter. In der dritten Zweitligasaison 2017/18 wurde man zwar wie im Vorjahr Achter, stieg allerdings durch die Einführung der eingleisigen 2. Bundesliga zurück in die Regionalliga Südwest ab.
Im Oktober 2016 erlitten die Mainzer Fußballerinnen einen schweren Schicksalsschlag, als die 21-jährige Abwehrspielerin Larissa Gördel, ehemalige U-15- und U-16-Nationalspielerin, bei einem Autounfall ums Leben kam.
Die B-Juniorinnen des TSV Schott Mainz stiegen in der Saison 2015/16 aus der Regionalliga Südwest in die B-Juniorinnen Bundesliga West/Südwest auf. Die folgende Bundesligasaison 2016/17 beendeten die B-Juniorinnen des TSV Schott Mainz auf dem siebten Platz und sicherten sich damit den Klassenerhalt. Der Verein zog die Mannschaft jedoch zurück, sodass die B-Juniorinnen des TSV Schott Mainz seit der Saison 2017/18 wieder in der Regionalliga Südwest spielten.
Um den Frauenfußball beim 1. FSV Mainz 05 zu etablieren, zu fördern und zu professionalisieren, wurde Anfang April 2022 eine Kooperation mit dem TSV Schott Mainz vereinbart. Ab der Saison 2022/23 unterstützte der FSV die Frauen- und Mädchenfußballsparte des TSV bei der Organisation, der Trainerausbildung und der Saisonplanung. Seit Sommer 2023 nehmen diese Mannschaften als Teams von Mainz 05 am Spielbetrieb teil.
| Saison  | Liga                    | Level | Platz | Tore   | Punkte |
| ------- | ----------------------- | ----- | ----- | ------ | ------ |
| 2009/10 | Bezirksliga Rheinhessen | V     | 4.    | 38:25  | 28     |
| 2010/11 | Bezirksliga Rheinhessen | V     | 2.    | 92:23  | 45     |
| 2011/12 | Bezirksliga Rheinhessen | V     | 1.    | 247:1  | 66     |
| 2012/13 | Verbandsliga Südwest    | IV    | 1.    | 164:12 | 73     |
| 2013/14 | Regionalliga Südwest    | III   | 1.    | 111:7  | 60     |
| 2014/15 | Regionalliga Südwest    | III   | 1.    | 116:6  | 66     |
| 2015/16 | 2. Bundesliga Süd       | II    | 5.    | 26:25  | 33     |
| 2016/17 | 2. Bundesliga Süd       | II    | 8.    | 38:49  | 23     |
| 2017/18 | 2. Bundesliga Süd       | II    | 8.    | 31:49  | 26     |
| 2018/19 | Regionalliga Südwest    | III   | 3.    | 66:35  | 52     |
| 2019/20 | Regionalliga Südwest    | III   | 3.    | 34:19  | 28     |
| 2020/21 | Regionalliga Südwest    | III   | 5.    | 16:12  | 10     |
| 2021/22 | Regionalliga Südwest    | III   | 8.    | 67:37  | 49     |
| 2022/23 | Regionalliga Südwest    | III   | 3.    | 85:21  | 55     |

### Hockey
Die Hockey-Mannschaft der Herren stieg in der Saison 2008/09 in die 2. Feldhockey-Bundesliga auf, stieg aber gleich wieder ab. Die 1. Damenmannschaft spielt im Feld in der 1. Regionalliga und während der Hallensaison in der Oberliga. Bis 1989 verstärkte die spätere Goldmedaillengewinnerin bei den Olympischen Sommerspielen 2004 in Athen, Denise Klecker, die Hockey-Damenmannschaft.

### Eishockey
Seit 2006 nahm Eishockeyteam der Männer an der Landesliga Hessen, später der Hessenliga und der Rheinland Pfalz-Liga teil. 2016 wurde die Eishockeyabteilung unter dem Namen EC Mainzer Wölfe ausgegliedert.

### Kegeln
Auch die Damen der Kegelabteilung betreiben das Sportkegeln mit Erfolg. Die Nationalspielerin Verena Bechtluft wechselte 2001 zum TSV und bestritt dort bis 2004 40 Bundesligaspiele. In der Saison 2011/12 spielt die Frauenmannschaft in der zweiten Bundesliga, Sektion Classic (Asphalt).

### American Football
Die American-Football-Abteilung des TSV Schott Mainz, die Mainz Golden Eagles, spielt mit mehreren Mannschaften in verschiedenen Alters- und Leistungsklassen. Die Heimspiele finden auf der Bezirkssportanlage in Mainz-Mombach statt.

### Weitere Abteilungen
Der Verein unterhält eine Kindersportakademie und ein Fitness- und Gesundheitstrainingszentrum für den Gesundheitssport und die Betriebliche Gesundheitsförderung. Neben den üblichen Breitensportarten bietet der Verein Cheerleading, Taekwondo, Sportschießen und Tanzen an.

## Auszeichnungen
Im Januar 2014 erhielt der Verein die Auszeichnung Großer Stern des Sports.